# 同島一命
同島一命由跡馬工作室取得《國際橋牌社》官方授權並於2021年製作及發售。同島一命是《國際橋牌社》所產生的周邊產品，並且依照其第二季的軍事線故事作改編，是一個由電視劇改編的桌上遊戲。

## 遊戲簡介
《同島一命》桌遊改編自《國際橋牌社》第二季軍事線故事，由高登島上的前線軍人：營長 尤柏衡、連長 李政然、砲長 王約翰、輔導長 耿繼威、砲兵 潘天堂、鄭錦生、蘇忠義、羅定傑，及彩蛋角色，遭遇到不同的事件、裝備不同的道具，共同展開一場爭鋒相對、出生入死的「抓水鬼」鬥智策略遊戲。

## 故事背景
在1995-1996年，台海飛彈危機使得兩岸關係十分緊張，更有戰爭發生的危機。而距離中国大陆僅有9公里的「高登島」長期處於戰備狀態。
而傳說在高登島的不遠處，有一座蜘蛛島，是解放軍專門訓練兩棲蛙人（俗稱「水鬼」）的島嶼。在結訓時水鬼會到高登島「摸哨」，以示學成結業。高登島上的砲兵軍人無不戒備，提防著從蜘蛛島潛入的水鬼，誓死捍衛國土，同島一命。

## 遊戲配件
- 10 張角色卡
- 28 張道具＆事件卡
- 1 片大地圖板（4小片組合成1大片）
- 5 個角色指示棋
- 1 個軍用罐頭
- 1 個地雷
- 1 片水鬼紀錄板（需自行替換夾層內紙）
- 1 支子彈造型筆
- 16 發子彈指示物
- 16 滴血滴指示物
- 1 本規則說明書

## 規則

### 準備
4-6名玩家進行遊戲，1人扮演水鬼、其餘玩家組成砲班兵團隊。
由水鬼先登島，再由水鬼下一位玩家(順時針)輪流登島。
由水鬼為起始並順時針輪流移動。

### 行動
每人每回合有3點行動點,每做一次行動消耗1點行動點(除抽牌外)，可以不用完行動點，但每回合必須至少消耗1點行動點。

### 結束

#### 水鬼
- 放完兩瓶礦泉水，並在第7~10回合中抵達任一紅色位置(成功撤離)。
- 砲兵班全體陣亡。
- 拿到角色「鄭錦生」的罐頭並抵達任一紅色位置(成功撤離)。

#### 炮班兵
- 抓到水鬼。
- 殺死水鬼。
- 水鬼被包圍無法移動。
- 第十回合結束時，水鬼還沒撤離。